# Anacolia
Anacolia là một chi rêu trong họ Bartramiaceae.